# Révolte de 2022 au Kazakhstan
La révolte de 2022 au Kazakhstan a commencé le 2 janvier 2022 après une hausse soudaine du prix du carburant. Les manifestations ont commencé dans la ville pétrolière de Janaozen mais se sont vite étendues à d'autres villes,, et tournent à l'émeute pendant la nuit du 4 au 5 janvier, conduisant le président kazakh Kassym-Jomart Tokaïev à déclarer l'état d'urgence, dans un premier temps à Almaty et dans le district de Manguistaou, puis sur l'intégralité du territoire. Parallèlement, le gouvernement présente sa démission et le chef de l'État prend la tête du conseil de sécurité nationale.
Face à une révolte dont le gouvernement perd rapidement le contrôle, le président demande l'aide de l'Organisation du traité de sécurité collective (OTSC), qui décide quelques heures plus tard d'envoyer « des forces de maintien de la paix ».
Cette révolte sera d'ailleurs qualifiée d’« attaque terroriste occidentale » par le président du Kazakhstan, qui refusera toute négociation avec les manifestants.

## Contexte
Le Kazakhstan est gouverné depuis son indépendance (1990) par Noursoultan Nazarbaïev, qui a démissionné de la présidence de la république en 2019, mais qui dispose depuis du titre de chef de la nation qui lui confère de larges pouvoirs. 
La première mesure du nouveau président Kassym-Jomart Tokaïev est de proposer de renommer la capitale Astana en Noursoultan, d'après le prénom du président Nazarbaïev. Il convoque une élection présidentielle anticipée pour le 9 juin. Il remporte l'élection présidentielle avec 70,8 % des voix. Ce chiffre de 70 % est toutefois largement plus faible que les résultats de son prédécesseur Nazarbaïev qui avait toujours obtenu plus de 80 %. L'élection et la campagne électorale sont critiquées par les observateurs de l'Organisation pour la sécurité et la coopération en Europe (OSCE) pour la détention de nombreux manifestants, des irrégularités lors du vote, la limitation du droit à l'information et à la liberté d'expression, la couverture biaisée de la campagne par les médias ainsi que le manque de pluralisme dans les candidatures.
Noursoultan Nazarbaïev conserve en réalité les principaux leviers du pouvoir kazakh. Le 2 mai 2020, Dariga Nazarbaïeva, la fille de Noursoultan, est remplacée de son poste de présidente du Sénat par Mäulen Äşimbaev, ancien directeur de la campagne présidentielle de Tokaïev puis de l'administration présidentielle.
Depuis 2019, le gouvernement du président Kassym-Jomart Tokaïev met en place une série de lois visant à accentuer la libéralisation de l'économie, notamment en laissant le marché décider des prix du carburant, jusqu'alors subventionné. Les augmentations de prix qui ont suivi ont déclenché début janvier les premières manifestations. Toutefois, si le prix des carburants est l’élément déclencheur de la protestation, les causes sont plus diverses :

« ce mouvement est profond. Il vient de grèves qui ont éclaté un peu partout, comme à Tengizchevroil (en), Karaganda, Satpayev, de la part de salariés, mineurs, routiers excédés par les maigres salaires, la hausse des prix et les mauvaises conditions de travail. Malgré les promesses sur le gel du prix du gaz ou une augmentation des salaires, les gens ne font plus confiance à l’exécutif, d’où une colère qui perdure. »

— Vadim Kamenka, L'Humanité, 5 janvier 2022

## Début des manifestations

### 2 janvier
Janaozen est une ville qui possède une tradition de contestations depuis l'indépendance du Kazakhstan, et où s'est déroulé un massacre en 2011 lors des célébrations du 20e anniversaire de l'indépendance kazakhe.
Au matin du 2 janvier 2022, des habitants de Janaozen bloquent la route pour protester contre l'augmentation des prix du carburant. Dès lors, les manifestants appellent le ministre de l'Énergie Nourlan Nogaïev et le maire Maqsat İbağarov à prendre des mesures pour stabiliser les prix et prévenir les pénuries de carburant. Le ministre de l’Énergie répond que ni les autorités régionales ni son ministère ne peuvent influencer les prix du gaz qui sont formés par le marché. 
Le président Kassym-Jomart Tokaïev, dans ses explications sur Twitter concernant la situation, demande au gouvernement d'examiner la situation à Janaozen en « prenant en compte la faisabilité économique dans le domaine juridique ». Il appelle également les manifestants à ne pas troubler l'ordre public, rappelant que les citoyens kazakhs ont le droit d'exprimer publiquement leur voix au gouvernement local et central « conformément à la loi ».

### 3 janvier
Des centaines de résidents se rassemblent sur la place centrale de la ville pendant la nuit. Approximativement 1 000 personnes prennent part aux protestations, chantant et demandant l'élection par la population locale des dirigeants locaux (nommés par le pouvoir central au Kazakhstan). Le maire, le ministre de l'Énergie et le directeur d'usine de traitement de gaz se présentent face au rassemblement et proposent une baisse des prix, sans réussir à convaincre la foule qui les force à partir.
Des manifestations auraient aussi eu lieu à Aqtaw.

### 4 janvier
À Noursoultan, trois arrestations ont lieu et l'accès à Internet est limité dans la zone de protestation. À Almaty, la place de la République est bloquée au public par les forces de l'ordre. À Chymkent, la police déloge plus de dix personnes rassemblées devant les bureaux du gouvernement local. 
La nuit du 4 au 5 janvier tourne à l'émeute insurrectionnelle : plusieurs voitures de police sont brûlées, les manifestants appelant ouvertement à la chute du régime. En réaction aux troubles, le président de la République déclare l'état d'urgence à Almaty et dans le district de Manguistaou jusqu'au 19 janvier.

### 5 janvier
Le 5 janvier au matin, le président de la République accepte la démission du gouvernement, et annonce avoir pris la tête du conseil de sécurité nationale, après la démission de son prédécesseur Noursoultan Nazarbaïev.
À Almaty, les bureaux du maire sont pris d'assaut et incendiés par les émeutiers. Dans la même ville, le siège local du parti au pouvoir Nour-Otan connait le même sort. L'aéroport international d'Almaty tombe également aux mains des manifestants. 
Peu avant 23 h (heure locale) l'état d'urgence est étendu à l'ensemble du territoire kazakh. 
Le ministère kazakh des affaires intérieures annonce que huit policiers ont été tués et 317 blessés en raison des émeutes. Certains rapports font par ailleurs état de « dizaines » de manifestants tués par la police.

### 6 janvier
Pendant la nuit, le président kazakh annonce qu'il est désormais « approprié et opportun » de faire appel aux États membres de l'Organisation du traité de sécurité collective pour obtenir de l'aide militaire afin de faire face à la révolte, qualifiée de « menace terroriste ». L'OTSC annonce ensuite avoir décidé de l'envoi de forces collectives de maintien de la paix au Kazakhstan.
Les autorités kazakhes annoncent 18 morts et 748 blessés du côté des forces de l'ordre, dont deux membres auraient été retrouvés décapités, et des « dizaines » de tués, plus d'un milliers de blessés dont 63 en soins intensifs ainsi que 2 298 arrestations chez les manifestants. Le gouvernement accuse les manifestants d’être des « gangs terroristes » agents de l’étranger, « affirmation classique des pouvoirs en place dans les ex-républiques soviétiques » selon Ouest France. À la Place de la République à Almaty, des tirs et des explosions sont entendus après que des véhicules militaires ont été vus se dirigeant vers la place.
Les premières troupes parachutistes russes arrivent sur place, ainsi que des troupes biélorusses, et arméniennes. Le Tadjikistan, et le Kirghizistan ont aussi des soldats dans le contingent de l'OTSC qui rassemble officiellement un peu plus de 2 030 soldats, estimé jusqu'à 5 000 hommes par des médias, transporté par un minimum de 15 Iliouchine Il-76 et 1 Antonov An-124,.
Le gouvernement annonce ensuite la reprise de la place de la république d'Almaty après des combats dans lesquels des tirs et des explosions ont été entendus.

### 7 janvier
Le 7 janvier, le président Kassym-Jomart Tokaïev annonce qu'il autorise les forces de l'ordre à ouvrir le feu sans sommation : « J’ai donné l’ordre de tirer pour tuer sans avertissement ». Il rejette également toute possibilité de négociation avec les protestataires, qu'il qualifie de « terroristes » et de « bandits armés ». Il affirme qu'Almaty a été attaquée par « 20 000 bandits » avec un « plan clair » et un « haut niveau de préparation au combat ». Il affirme que « l'ordre constitutionnel » a été « largement » rétabli.
Le gouvernement déclare qu'au moins huit policiers ont été tués lors des combats.

### 8 janvier
Un Israélien de 22 ans a été tué à Almaty, a annoncé le ministère israélien des Affaires étrangères. Il se rendait à son travail, lorsqu'il a été touché par deux balles. Ce dernier vivait dans ce pays d’Asie centrale depuis un certain nombre d’années.

### 9 janvier
Le 9 janvier, le régime kazakh diffuse la confession forcée d'un citoyen kirghize, au visage tuméfié, qui avoue avoir été payé 200 dollars pour manifester à Almaty. Cependant, l'homme est rapidement identifié comme étant le pianiste de jazz Vikram Ruzakhunov et l'épisode tourne à l'incident diplomatique avec le Kirghizistan. Le directeur du Comité d’État kirghize pour la sécurité nationale, Kamtchybek Tachiev, proteste alors : « C'est offensant pour nous. Ils ont exhibé notre concitoyen, un musicien très respecté dans notre pays. Le faire passer pour un terroriste est une insulte ».

### 11 janvier

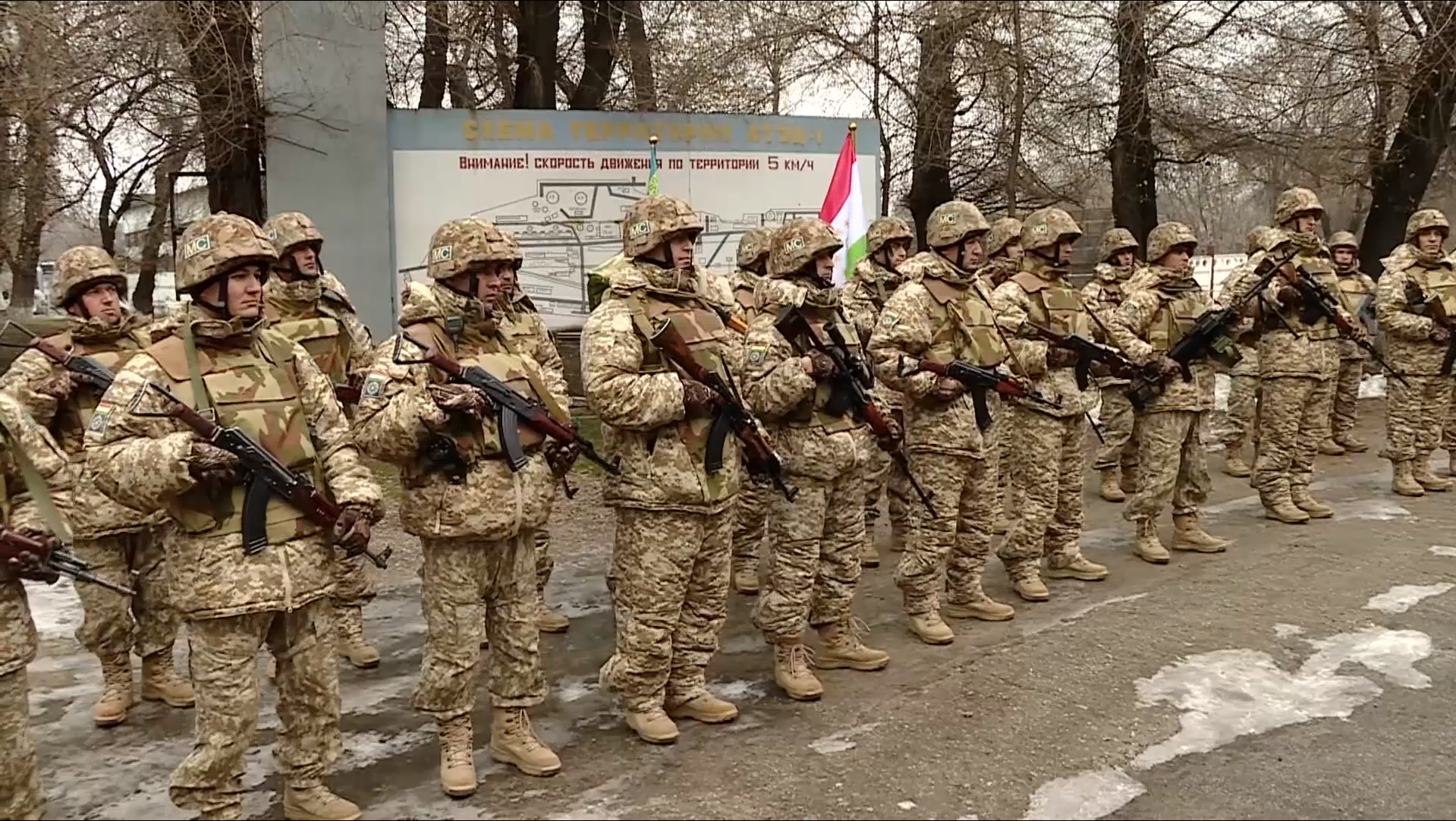
Détachement de l'armée tadjike au sein du contingent de l'Organisation du traité de sécurité collective le 12 janvier 2022.

Le gouvernement annonce le départ des militaires de l'OTSC dans les jours à venir.

## Analyse
Pour David Teurtrie, chercheur à l’Institut national des langues et civilisations orientales (Inalco), la crise est suivie de près par le gouvernement russe « car le Kazakhstan est l’un des principaux partenaires de la Russie en tant que membre de l’Union économique eurasiatique et de l’Organisation du traité de sécurité collective. Le pays compte près d’un quart de citoyens d’origine russe concentrés dans la partie nord frontalière avec la Russie. Elle est la plus longue frontière terrestre continue au monde et le Kazakhstan fait figure d’État tampon stable entre la Russie et l’Asie centrale méridionale. 
Dosym Satpayev, un analyste politique kazakh cité par The Guardian, déclare que le gouvernement kazakh utilise principalement la force pour répondre aux manifestations : « Les autorités essaient tout pour calmer les choses, avec un mélange de promesses et de menaces, mais jusqu'à présent, cela ne fonctionne pas. Il y aura des imitations de dialogue mais essentiellement le régime répondra par la force parce qu'il n'a pas d'autres outils. ».
Joanna Lillis, écrivant sur Eurasianet le 7 janvier 2022, décrit l'ordre de Tokaïev de tirer sur les émeutiers et sa terminologie, y compris « les bandits et les terroristes… à éliminer », comme ressemblant à celui du président russe Vladimir Poutine. Lillis voit cela comme un changement significatif par rapport aux promesses antérieures de Tokaïev de libéraliser la situation politique et de consulter la société civile.
Selon Hélène Thibault, professeure en science politiques à l'université Nazarbaïev citée par Radio-Canada, cet événement « est vraiment surprenant, étant donné que le mouvement de société civile est assez faible et qu'on ne voit pas de mobilisation citoyenne. ».
Le chercheur Michaël Levystone, de l’Institut français des relations internationales (Ifri), fait un parallèle avec le mouvement des Gilets jaunes lancé en France en 2018 : « La hausse des prix du gaz a servi de révélateur à des tensions beaucoup plus profondes. On sent un fort malaise social et une rupture avec les élites politiques. »
Pour Isabelle Ohayon, chargée de recherche au CNRS, cette révolte « prend racine dans trente ans de présidentialisme autoritaire et clientélaire forgé par Noursoultan Nazarbaïev, premier homme du pays depuis 1989.» Elle analyse l'« inédite promptitude à intervenir » de la Russie comme la traduction de la crainte chez ce dernier Etat « de voir vaciller un régime allié. Elle réaffirme la coopération entre les deux voisins.»

## Réactions

### Nationales
Le 4 janvier, le président kazakh Kassym-Jomart Tokaïev annonce la création d'une commission spéciale formée de membres de son administration travaillant à Aqtaw afin de « trouver une solution mutuellement acceptable au problème qui s'est posé dans l'intérêt de la stabilité de notre pays ».
Des ONG spécialisées dans la défense des droits humains citées par Radio Free Europe/Radio Liberty déclarent que la loi kazakhe sur les rassemblements publics est en contradiction avec les normes internationales, car elle exige une autorisation préalable des autorités pour organiser des rassemblements.
D'après Aïnour Kourmanov, le président du mouvement socialiste au Kazakhstan, « les premières revendications étaient essentiellement sociales. Face à la hausse des prix et du gaz, les salariés, mineurs, camionneurs réclamaient une augmentation des salaires et de meilleures conditions de travail. Face au refus du gouvernement et des administrations locales, la contestation est devenue politique, notamment dans les grandes villes à Noursoultan et Almaty. On y trouve des jeunes, des femmes, des retraités qui désormais réclament un changement de régime, des élections et une nouvelle constitution ».
En réponse à cette révolte, Kassym-Jomart Tokaïev a « dénoncé le népotisme, désigné ses responsables et plaidé pour un assainissement du capitalisme, il a sommé les holdings d'Etat et les entreprises de se réformer et de reverser une partie de leurs bénéfices à un fonds de soutien à la population. » Selon Isabelle Ohayon, le président kazakh « opère surtout un renouvellement massif des postes-clés dans les organes de sécurité, les ministères, la haute fonction publique, les administrations régionales et municipales, les entreprises d'Etat. Alors que des réformes politiques ont été promises pour l'automne 2022, son discours prône une compétition politique loyale et la prise en compte de la société civile. »

### Internationales
- Afghanistan : Le ministère des Affaires étrangères annonce que l'« L'ÉIA suit de près la situation au Kazakhstan et, en tant que voisin proche et partenaire économique, est préoccupé par les récents troubles. Il exhorte le gouvernement et les manifestants à résoudre les problèmes par des pourparlers et des moyens pacifiques, et à ramener le calme et la stabilité dans le pays. »[48].
- Turquie : Le ministère des Affaires étrangères annonce soutenir la « stabilité » au Kazakhstan[49].
- Russie : Le ministère des Affaires étrangères déclare espérer la « normalisation la plus rapide de la situation dans le pays »[50].

## Suites

### Référendum constitutionnel kazakh de 2022
La révolte de janvier conduit le gouvernement à entreprendre une réforme constitutionnelle soumise à référendum le 5 juin 2022. Le référendum est approuvé à une très large majorité dans la totalité des régions et villes autonomes du pays, tandis que le taux de participation dépasse de loin les 50 %. Ainsi approuvée, la révision constitutionnelle peut entrer en vigueur. 
A l'annonce des résultats le 6 juin, Kassym-Jomart Tokaïev promet de poursuivre les réformes démocratiques.

### Relations entre le Kazakhstan et la Russie
Un mois après ces révolte, le 10 février 2022, président kazakh Kassym-Jomart Tokaïev se rend à Moscou et remercie son homologue russe Vladimir Poutine pour son aide militaire. Néanmoins, deux semaines plus tard, ce dernier attaque l'Ukraine, ce qui provoque une forte désapprobation du gouvernement kazakh qui refuse toute participation de ses troupes à cette invasion, et offre même l'asile aux soldats russes déserteurs . En juin, Kassym-Jomart Tokaïev se rend au forum économique de Saint-Pétersbourg où il déclare, faisant allusion à l’intervention militaire russe au Kazakhstan six mois plus tôt, que la Russie « ne devrait pas essayer de s'attribuer le rôle de sauveur, car personne ne va servir et se prosterner ». Certains analystes voient dans cette prise de distance avec son alliée une crainte que son propre territoire puisse être à son tour la cible des ambitions expansionnistes russes, alors que le Kazakhstan a, à l'instar de l'Ukraine, une part importante de sa population qui est russophone (20 %).